# Jednačenje po mjestu tvorbe
Jednačenje po mjestu tvorbe glasovna je promjena, kad se zajedno nađu dva glasa različita po mjestu tvorbe, oni se jednače tako da se prvi zamijeni svojim parnjakom koji je po tvorbi jednak drugome. Jednače se šumnici s, z, h i zvonačnik n.

## Jednačenje zubnikasizušiž
Jednačenje suglasnika vrši se kada se ispred palatala (š, ž, č, ć, dž, đ, lj, nj i j) nađu suglasnici s i z, oni tada prelaze u svoje najsrodnije palatalne suglasnike š i ž:
prositi – prosnja – prošnja, misao – mislju – mišlju, nositi – nosnja – nošnja
grozd – grozđe – grožđe, kazniti – kaznjiv – kažnjiv, voziti – voznja – vožnja

## Jednačenje velarahuš
Jednačenje suglasnika vrši se i kada se velar (jedrenik) h nađe ispred suglasnika č i ć, on tada prelazi u suglasnik š:
orah + -čić > oraščić, trbuh + -čić > trbuščić, grah + -čić > graščić, mijeh + -čić > mješčić
U zaporničkom se skupu hć ne bilježi jednačenje po mjestu tvorbe:
dahtati – dahćem; drhtati –  drhćem;

## Jednačenje nosnikanu usnenikm
Jednačenje suglasnika vrši se i kada se dentalni nazal, nosnik n nađe ispred bilabijalnih okluziva, usnenika b i p; on tada prelazi u bilabijalni nazal, usnenik m:
zelenbać – zelembać, prehrana – prehranbeni – prehrambeni, stan – stanbeni – stambeni, obranben – obramben, crnpurast – crmpurast

## Odstupanja od jednačenja
- s i z ne mijenjaju se u š i ž ako se nađu u složenici kao završetak prefiksa:

sljubiti, razljutiti, raznjihati, raznježiti
- s i z ne mijenjaju se u š i ž kad se nađu ispred lj i nj koji su dobiveni starim glasovnim promjenama jata:

snježan, bjesnjeti, posljednji, sljeme, sljepoća, sljedbenik, ozljeda
- suglasnik n ne prelazi u m ako se njime završava prvi dio prave složenice, a drugi dio počinje usnenim suglasnikom (provodi se u govoru, ali ne u pismu, radi jasnoće):

maskenbal, stranputica, crvenperka, jedanput, izvanbračni, 

## Jednačenja u pismu i govoru
Hrvatski pravopis jest fonološki (prije zvan i fonetski, glasovni, izgovorni, a sada i zvučni), kao i srpski i makedonski, to znači da se jednačenja (po zvučnosti i mjestu tvorbe) vrše u govoru i pisanju. Većina slavenskih jezika (poljski, češki, ruski, ukrajinski, slovački, slovenski, bugarski...) rabi morfonološki (prije često pogrešno zvan etimološki, korijenski; sada su u porabi još nazivi tvorbeni ili morfološki) pravopis, jednačenja se vrše samo u govoru, a ne vrše se u pisanju. U hrvatskome jeziku postoje određene iznimke kad se jednačenja ne vrše u pismu radi lakše jasnoće i određivanja korijena riječi.